# DAB MidiCity
De DAB MidiCity of DAB Silkeborg MidiCity of DAB Servicebus was een midibus van de Deense busfabrikant DAB te Silkeborg. De bus werd geproduceerd van 1992 tot 2002. Toen Scania in 1994 DAB kocht, bleef de bus in de catalogus staan, echter werd er vanaf toen geproduceerd met een Scania motor.

## Inzet
In Nederland hebben deze bussen alleen gereden in Dordrecht, Rotterdam, Alkmaar en Nijmegen.
In België kwamen er enkele bussen bij TEC, echter hebben ze daar nooit gereden. Voordat de bussen van TEC in België kwamen, reden ze eerst rond bij SVD. In 2001 werden 6 bussen verkocht aan de Deense ES Bus. Dit bedrijf ging in 2003 failliet en enkele bussen zouden oorspronkelijk verkocht worden aan Arriva Danmark, maar deze verkoop ging niet door, waardoor TEC in 2003 de Deense bussen en enkele andere bussen die nog bij SVD in dienst waren opkocht.
Daarnaast zijn er ook enkele exemplaren geëxporteerd naar o.a. Duitsland, Zweden en Australië.

## Inzetgebieden
| Land       | Bedrijf    | Type     | Aantal | Serie     | Inzet                  | Opmerking                                                                                              |
| ---------- | ---------- | -------- | ------ | --------- | ---------------------- | --- |
| België     | TEC        | 11-0860S | 10     | 3981-3990 | Henegouwen             | Ex-SVD 6505, 6506, 6509, 6233, 6501, 6236, 6232, 6234, 6237 en 6235 Afgevoerd 3983 is nu een museumbus |
| Luxemburg  | AVL        | 11-0860S | 8      | 411-418   | Luxemburg              | Afgevoerd/verkocht                                                                                     |
| Nederland  | Connexxion | 11-0860S | 8      | 6017-6025 | Stadsdienst Alkmaar    | 6023-6025 voormalig RET 703, 705, 707 6023 in 1997 in huur bij Stadsvervoer Dordrecht Afgevoerd        |
| Nederland  | Novio      | 11-0860S | 1      | 475       | KAN zuid               | Gehuurd van de RET, tot 20 augustus 2000 ingezet op lijn 20 Afgevoerd                                  |
| Nederland  | NZH        | 11-0860S | 8      | 6017-6025 | Stadsdienst Alkmaar    | 6023-6025 voormalig RET 703, 705, 707 6023 in 1997 in huur bij Stadsvervoer Dordrecht Afgevoerd        |
| Nederland  | RET        | 11-0860S | 10     | 700-709   | Rotterdam stadsvervoer | 700-709 van 1994 t/m 1997 in huur bij Stadsvervoer Dordrecht Afgevoerd                                 |
| Nederland  | SVD        | 11-0860S | 2      | 06-07     | Stadsdienst Dordrecht  | Demobus Hybride Afgevoerd                                                                              |
| Nederland  | SVD        | 11-0860S | 10     | 6501-6510 | Stadsdienst Dordrecht  | Servicebus in blauw Afgevoerd                                                                          |
| Nederland  | SVD        | 11-0860S | 6      | 6232-6237 | Stadsdienst Dordrecht  | Citybus in wit Afgevoerd                                                                               |
| Nederland  | VEONN      | 11-0860S | 1      | 6016      | ??                     | In 1997 in huur bij Stadsvervoer Dordrecht Afgevoerd                                                   |
| Denemarken | ES Bus     | 11-0860S | 6      | 7523-7528 | Roskilde               | ex-SVD 6502, 6502, 6503, 6504, 6507, 6509, 6510. afgevoerd                                             |